# Désiré Van Den Audenaerde
Désiré Van Den Audenaerde, né le 3 septembre 1923 à Anvers et décédé le 25 février 2011 à Brasschaat, est un joueur de football international belge qui évoluait au poste d'attaquant ou de milieu de terrain offensif.

## Carrière
Désiré Van Den Audenaerde passe toute sa jeunesse dans les équipes d'âge de l'Antwerp. Il intègre l'équipe première du club le 25 mars 1940 à l'occasion d'un match contre le rival du Beerschot. Il obtient rapidement une place de titulaire qu'il ne lâchera plus les saisons suivantes. En 1944, il remporte le titre de champion de Belgique avec l'Antwerp. Après la libération en 1945, il est appelé pour la première fois en équipe nationale belge pour disputer le jour de Noël 1944 un match amical contre la France. Il joue les 90 minutes du match sans parvenir à trouver l'ouverture.
Désiré Van Den Audenaerde réalise chaque saison de bonnes prestations avec l'Antwerp dont il est un des joueurs les plus importants. Doté d'une bonne frappe de balle, il est un spécialiste des phases arrêtées et inscrit plus de dix buts par saison avec le club de la métropole anversoise. Malheureusement, il se blesse gravement à la cheville à la fin de l'année 1952 et ne rejoue plus jusqu'au terme de la saison. Diminué physiquement, il doit arrêter le football de haut niveau et quitte le club pour lequel il a joué 347 matches et inscrit 97 buts, toute compétitions confondues. Il joue une dernière saison au Stade Louvain, actif en Division 3, avant de ranger définitivement ses crampons en juin 1954.
Désiré Van Den Audenaerde quitte complètement le monde du football et intègre la direction de la société métallurgique familiale jusqu'à sa pension. Il meurt le 25 février 2011 à l'âge de 87 ans.

## Sélections internationales
Désiré Van Den Audenaerde a été sélectionné à huit reprises en équipe nationale belge mais n'a joué que cinq rencontres internationales sans inscrire de buts.
Le tableau ci-dessous reprend toutes ses sélections. Les matches qu'il ne joue pas sont indiqués en italique. Le score de la Belgique est toujours indiqué en gras.
| Date       | Compétition  | Adversaire | Lieu       | Score |
| ---------- | ------------ | ---------- | ---------- | ----- |
| 24/12/1944 | Match amical | France     | Paris      | 3-1   |
| 13/05/1945 | Match amical | Luxembourg | Luxembourg | 4-1   |
| 15/12/1945 | Match amical | France     | Bruxelles  | 2-1   |
| 30/05/1946 | Match amical | Pays-Bas   | Anvers     | 2-2   |
| 02/11/1947 | Match amical | Suisse     | Genève     | 4-0   |
| 14/03/1948 | Match amical | Pays-Bas   | Anvers     | 1-1   |
| 18/04/1948 | Match amical | Pays-Bas   | Rotterdam  | 2-2   |
| 28/04/1948 | Match amical | Écosse     | Glasgow    | 2-0   |